# Neobaeomyza australis
Neobaeomyza australis är en tvåvingeart som beskrevs av Juan Brèthes 1914. Neobaeomyza australis ingår i släktet Neobaeomyza och familjen gallmyggor. Inga underarter finns listade i Catalogue of Life.